# Nokia 3120
Nokia 3120（ノキア3120）は、ノキアが発売したGSM方式の携帯電話端末である。
日本でもノキア・ジャパンが2004年8月3日に発売した。

## スペック
- 名称 : Nokia 3120
- 製造 : ノキア
- 対応規格 : GSM900/1800/1900, GPRS
- 外形寸法 : 42.6×101.8×19.4mm（幅×高さ×厚さ）
- 重量 : 84g
- 連続通話時間 : 最大約2時間～6時間
- 連続待受時間 : 最大約170時間～410時間
- 液晶表示 : 128×128ドット 4,096色
- メッセージング : SMS/MMS
- 内蔵ブラウザ : WAP 1.2.1/XHTML
- 外部インターフェイス : USBケーブル接続（モデムとしては使用不可）
- Java : Java ME MIDP 1.0, CLDC 1.0
- OS/プラットフォーム : Series 40 Developer Platform 1.0

## 特徴
小型のストレート筐体にMMS、XHTMLブラウザ、Javaなどの機能を凝縮したエントリーモデル。
Nokia 3100の後継機種であり、より硬質なデザインになっている。
Xpress-on™カラーカバー採用により、外装の着せ替えが容易に可能。
W-CDMA方式には対応していないため、日本と韓国では使用することはできないが、GSM900/1800/1900方式に対応しているので前記以外の多くの地域で利用することができる。
日本においては、ノキア・ジャパンが日本国外専用端末として販売している（日本語化はされていない）。
一部の家電量販店などの店頭でも販売されている。

## キャリア
ノキア・ジャパンが販売しているものにはSIMロックがかかっていないため、多くのキャリアとSIMカードの契約のみで使用可能である。
過去に、NTTドコモの関連会社ドコモ・センツウが、movaの海外ローミングサービス「WORLD WALKER G-CARD」利用者向けのキャンペーンとして、Nokia 3100に引き続いて安価に優待販売していたことがあり、これにはNTTドコモのSIMロックがされていた。
モベルコミュニケーションズリミテッドのセットには、付属するSIMカードの違いによって中国向けと全世界向けがあるが、前者のSIMカードは中国（中国移動）の、後者は英国（O2 plc UK）のキャリアのMVNOであるため、端末もそれにあわせたSIMロックがされている。
また、この端末はau（KDDI・沖縄セルラー電話連合）の海外ローミングサービス「グローバルパスポートGSM」の推奨機種に指定されている。

## カラー
- アイアンブルー